# Rhabdalestes maunensis
Rhabdalestes maunensis és una espècie de peix de la família dels alèstids i de l'ordre dels caraciformes.

## Morfologia
- Els mascles poden assolir 8,5 cm de longitud total.[3][4]

## Alimentació
Menja petits insectes aquàtics i d'altres invertebrats.

## Hàbitat
És un peix d'aigua dolça i de clima tropical.

## Distribució geogràfica
Es troba a Àfrica.